# Солопака
Солопака (итал. Solopaca) — коммуна в Италии, располагается в регионе Кампания, подчиняется административному центру Беневенто.
Население составляет 4154 человека, плотность населения составляет 134 чел./км². Занимает площадь 31 км². Почтовый индекс — 82036. Телефонный код — 0824.
Покровителем коммуны почитается святитель Мартин Турский, празднование 11 ноября.